# Wondelgem

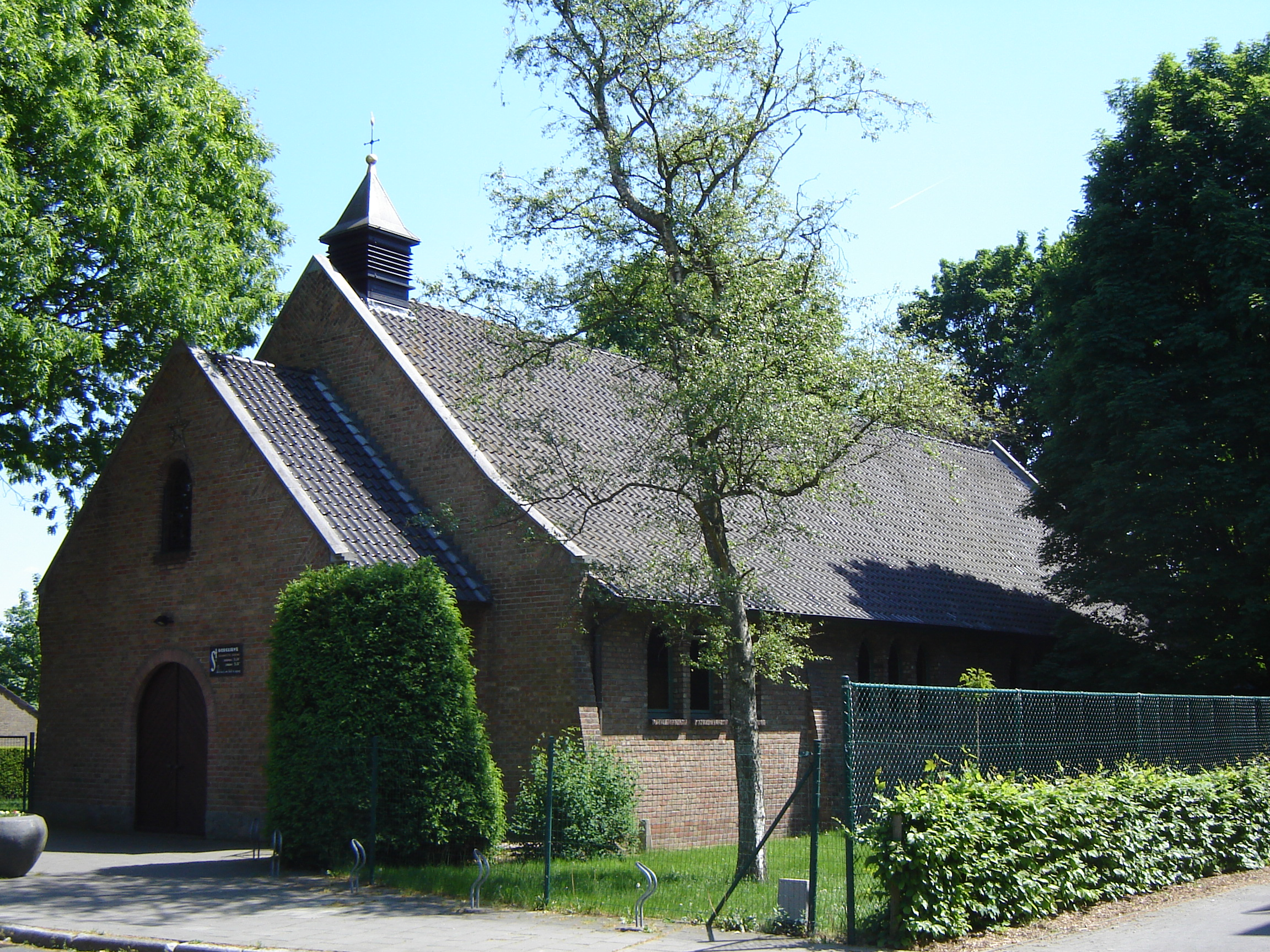
Iglesia de Santa Godeleva en Wondelgem

Wondelgem es un deelgemeente de la ciudad de Gante, en la provincia de Flandes Oriental, Bélgica. Anteriormente era un municipio independiente, aunque posteriormente fue incorporado por la nombrada ciudad flamenca. La población de Wondelgem es de 16.932 habitantes (2019).

## Historia
El nombre de Wondelgem se remonta al período merovingio. Su primera mención se remonta al año 966. Para entonces pertenecía a la abadía de San Bavón. Originalmente se llamaba Gundinglehem, y con el tiempo la ortografía del nombre fue cambiando hasta su denominación actual. En el siglo IX, los emperadores de la dinastía carolingia contaban con una hacienda en este lugar.

## Personajes célebres
- May Sarton, escritora belga-americana.